# Psamatodes cermala
Psamatodes cermala là một loài bướm đêm trong họ Geometridae.